# Acheilognathus polyspinus
Acheilognathus polyspinus е вид лъчеперка от семейство Шаранови (Cyprinidae).

## Разпространение
Видът е разпространен във Виетнам.